# ريتشارد إي. دوران
ريتشارد إي. دوران (بالإنجليزية: Richard E. Doran)‏ هو محامي أمريكي، ولد في 26 ديسمبر 1956 في وارن في الولايات المتحدة.